# 향나무하늘소
향나무하늘소(학명: Semanotus bifasciatus  세마노투스 비파스키아투스[*])는 딱정벌레목 하늘소과의 곤충이다.